# Anastasy Vonsyatsky
Anastasy Andreyevich Vonsyatsky (en russe : Анастасий Андреевич Вонсяцкий, polonais : Anastazy Wąsacki), mieux connu aux États-Unis comme Anastase Andreivitch Vonsiatsky, était un émigré anti-bolchévique russe et leader fasciste basé aux États-Unis depuis les années 1920.
Il est devenu un citoyen naturalisé américain tout en menant une organisation d'extrême droite, l'Organisation fasciste panrusse (RFO). Le siège de la RFO étaient basés à Putnam, dans le Connecticut. Vonsyatsky a été chargé d'aider les agents des services secrets de l'Allemagne nazie. Il a été arrêté par le FBI en 1942, après l'entrée en guerre avec l'Allemagne et le Japon aux États-Unis. Libéré de prison en 1946, Vonsyatsky vécut le reste de sa vie aux États-Unis. Il est mort à St. Petersburg, en Floride, en 1965.

## Biographie
Anastasy Andreyevich Vonsyatsky est né à Varsovie, (en Pologne, qui faisait alors partie de l'Empire russe). Sa famille est connue pour sa dévotion de longue date aux Tsars russes, notamment l'un des grands-parents de Vonsyatsky qui agit pour la Maison Romanov. Son père, Andrei Nicolaevich, était un officier de l'armée, assassiné dans un bureau de la gendarmerie impériale (à Radom) par un révolutionnaire polonais en 1910.
Vonsyatsky a été instruit à l'école de préparation militaire de Moscou et à l'Académie de cavalerie pendant le règne de l'empereur Nicolas II, à Saint-Pétersbourg, en Russie.

### Carrière militaire
Vonsyatsky entreprit une carrière militaire dans l'Armée impériale russe pendant le règne de Nicolas II. Après les événements révolutionnaires d'Octobre 1917, qui ont amené les bolcheviques au pouvoir, Vonsyatsky, nouvellement admis à Saint-Pétersbourg en tant que cadet militaire, a pris part à l'opposition anti-bolchevique, et à sévi dans le « mouvement blanc contre-révolutionnaire » (Armée blanche), participant à la guerre civile russe, notamment lors d'action contre l'Armée rouge à Rostov. Vonsyatsky a été évacué vers l'Europe occidentale en 1920, au sein des troupes battues de l'Armée blanche du général Wrangel dans la péninsule de Crimée.
Vonsyatsky est arrivé aux États-Unis, en 1922, après un passage en France. En mars 1930, Vonsyatsky, naturalisé grâce à un mariage, a été nommé premier lieutenant de la réserve de l'Armée des États-Unis. La commission militaire étant temporaire, son service prit fin en 1935.

### Carrière politique
Vonsyatsky, après s'être établi en dehors de la Russie, a formé des connexions politiques au sein de réseaux d'émigrés. Il fut dans la période de l'entre-deux guerres, un chef de file de l'organisation fasciste russe, un mouvement initialement indépendant qui est devenu plus tard étroitement associé avec le Parti fasciste russe, basée en Mandchourie. Vonsyatsky s'est séparée du Parti fasciste russe en 1933. Le 10 mars 1933, il fonde l'Organisation fasciste panrusse (RFO), une autre organisation anti-soviétique et anti-communiste. Le siège se trouvait (comme Vonsyatsky) dans le Connecticut, et a publié un journal appelé Fashist.
En 1934, le Parti fasciste russe (PFR) (une autre organisation politique fasciste dirigé par Konstantin Rodzaevsky, et basée à Tokyo, au Japon) et l'Organisation fasciste panrusse (RFO) ont tenté de former une nouvelle entité, le Parti Fasciste panrusse (RFP). Mais des tensions entre les leaders de chaque organisation menèrent à une explosion de cette nouvelle organisation.
Durant l'été 1940, une publication de Vonsyatsky déclarait :

« Le Parti national révolutionnaire russe, dont je suis le leader, ne supporte pas plus l'ambition de l'Allemagne ou du Japon pour l'hégémonie en Europe ou en Extrême-Orient. Les Allemands et les Japonais n'ont jamais clairement exprimé leur attitude à l'égard d'un remplacement du régime stalinien par un gouvernement national russe. Le seul but de notre organisation est de permettre à la Russie de retourner à un peuple libre avec un gouvernement élu par le peuple, du peuple et pour le peuple. Notre intention est de former en Russie un gouvernement véritablement démocratique. Notre Parti n'est pas antisémite, Notre Parti n'a pas de cotisations [...], elle est exclusivement financée par des contributions volontaires de ses membres et sympathisants qui ne sont pas subventionnés par une puissance étrangère ou individus étrangers. Notre organisation est interdite en Allemagne et au Japon, seul aux États-Unis nous pouvons jouir de la liberté d'action et de penser. J'énonce ici, avec vigueur, que les activités de notre organisation sont contre le gouvernement soviétique actuel et qu'elles n'agissent, en aucune manière, contre la Constitution des États-Unis. Anastase Vonsiastsky, Thompson, Connecticut 4 juillet, 1940 ».
Vonsyatsky est devenu un suspect du FBI, et a été inculpé en 1942 pour ses connexions avec des agents allemands (notamment avec les animateurs du Bund, germano-américain et pro-nazi, dont le chef, Fritz Kuhn, avait déjà été aidé par l'argent de Vonsyatsky pour payer sa caution, en 1939). Parmi ces autres contacts se trouvait également William Dudley Pelley . Inculpé pour avoir conspiré pour aider l'Allemagne de Hitler en violation de l’Espionage Act de 1917 aux côtés d'autres conspirateur comme Wilhelm Kunze, les Dr Otto Willumeit et Dr Wolfgang Ebell, et le révérend Kurt E.B. Molzahn, Vonsyatsky reconnu sa culpabilité après des premières protestations d'innocence, et a été reconnu coupable en vertu de l’Espionage Act de 1917, par un jury présidé par Thomas J. Dodd à Hartford (Connecticut), le 22 juin, 1942. Il a été emprisonné au Centre médical des États-Unis d'emprisonnement fédéral, à Springfield, dans le Missouri. En dépit de sa peine de prison de cinq ans et d'une amende de 5 000 $, il a été libéré le 26 février 1946, sa peine ayant été réduite, grâce aux trois ans et demi de prison déjà purgée,.
Après sa sortie de prison, Vonsyatsky a déménagé à St. Petersburg, en Floride, où il a écrit des articles dans les journaux et revues russes. Il est l'auteur d'un livre intitulé Rasplatat à propos de la Seconde Guerre mondiale. Dans ce document, « il a accusé le gouvernement japonais, Franklin D. Roosevelt, et son ennemi personnel, Thomas J. Dodd, d'entraver la cause anti-soviétique. »

## Vie personnelle
Vonsyatsky a été marié deux fois. Il a d'abord épousé Lyuba Murmosky, en Ukraine, pendant la guerre civile. Le 4 février 1922, Vonsyatsky épouse Marion Buckingham Ream, la fille de l'homme d'affaires Norman B. Ream, qui était une héritière multi-millionnaire,. Il a été naturalisé citoyen des États-Unis par la Cour supérieure du comté de Windham, Putnam, Connecticut, le 30 septembre 1927. Accusé de bigamie par sa première épouse, le gouvernement fédéral américain et l'Église orthodoxe russe ont annulé son premier mariage. Vonsyatsky résidait alors dans la ferme de Quinnatisset, à Putnam, dans le Connecticut.
Vonsyatsky, séparé de Ream, commence une relation amoureuse avec Edith Priscilla Royster, en 1948. En juillet 1950, Vonsyatsky et Royster eurent un fils, Andre Anastase Vonsiatsky. Cependant, Ream a continué d'aider financièrement Vonsyatsky et son fils.

## Fin de vie
Vonsyatsky est mort de la thrombose coronaire, le 5 février 1965, en Floride, à l'hôpital Mound Park. Son corps a été inhumé au cimetière de l'Ouest Thompson, à Thompson, dans le Connecticut.
Beaucoup de documents de Vonsyatsky ont été stockés dans les archives de la Hoover Institution, en Californie, dans la collection du professeur John Stephan, auteur de Les Fascistes russes : tragédie et farce en exil, 1925-1945, et Providence College, Phillips Memorial Library,.